# آرداک مانوکیان
آرداک مانوکیان (به زبان ارمنی Արտակ արքեպիսկոպոս Մանուկյան - به زبان لاتین Ardak Manoukian)، (زادهٔ ۲۲ ژانویه ۱۹۳۱ میلادی در بیروت، لبنان - درگذشته ۱۵ اکتبر ۱۹۹۹ در تهران، ایران)، اسقف اعظم ارمنی‌های تهران از سال ۱۹۶۱ تا ۱۹۹۹ (میلادی) بود.

## زندگی‌نامه

آرداک مانوکیان، اسقف اعظم ارمنی‌های تهران، با سید روح‌الله خمینی در مدرسه علوی، بهمن ۱۳۵۷

در سال ۱۹۳۱ میلادی (۱۳۱۰ خورشیدی) در بیروت به دنیا آمد. بعد از فراگیری علوم دینی در مدرسهٔ مذهبی کیلیکیه و کسب مقامات مذهبی از دانشگاه الهیات لوزان فارغ‌التحصیل شده و به مقام‌های عالی کلیسایی نائل گردید.
وی در سال ۱۹۵۹ میلادی (۱۳۳۸ خورشیدی) به عنوان رهبر دینی ارمنی‌های تهران منصوب گشت. در طی دوران خدمتش کلیساهای کلیسای تارگمانچاتس مقدس، کلیسای سرکیس مقدس و کلیسای گریگور لوساووریچ مقدس در تهران و کلیسای مسروپ مقدس احداث و مقر خلیفه‌گری تهران به صورت رسمی افتتاح گردید.
اسقف اعظم آرداک مانوکیان به مدت چند سال مدرس رشتهٔ زبان و ادبیات ارمنی دانشگاه تهران بود.
از وی ۳۴ عنوان کتاب در زمینه‌های مذهبی، اخلاقی، تاریخی و تحقیقی به چاپ رسیده‌است که برخی از آن‌ها به فارسی و انگلیسی نیز ترجمه شده‌اند. از جمله آثار وی عبارتنداز: «اعیاد کلیسای ارمنی»، «سایه، روشن»، «نقش آب در مراسم مذهبی»، «خاطرات یک سنگ»، «دو قطب»، «فرهنگ و دین» و همچنین مجموعه اشعار «خورشید در شب»، «انعکاس بر روی کره» و غیره. وی همچنین مؤلف کتاب‌های دینی مدارس ارمنی است.
اسقف اعظم آرداک مانوکیان در سال ۱۹۹۹ میلادی (۱۳۷۸ خورشیدی) در تهران درگذشت.